# Acytolepis mygdonia
Acytolepis mygdonia är en fjärilsart som beskrevs av Hans Fruhstorfer 1917. Acytolepis mygdonia ingår i släktet Acytolepis och familjen juvelvingar. Inga underarter finns listade i Catalogue of Life.